# أليكس غارسيا (لاعب كرة قدم)
أليكس غارسيا (بالإسبانية: Aleix García) هو لاعب كرة قدم إسباني في مركز نصف الجناح، ولد في 28 يونيو 1997 في Ulldecona ‏ في إسبانيا. شارك مع منتخب إسبانيا تحت 16 سنة لكرة القدم ومنتخب إسبانيا تحت 17 سنة لكرة القدم ومنتخب إسبانيا تحت 18 سنة لكرة القدم ومنتخب إسبانيا تحت 19 سنة لكرة القدم. أما مع النوادي، فقد لعب مع دينامو بوخارست ورويال إكسل موسكرون ومانشستر سيتي ونادي إيبار ونادي جيرونا ونادي فياريال ب ونادي فياريال.

## وصلات خارجية
- أليكس غارسيا على موقع الاتحاد الأوربي (الإنجليزية)
- أليكس غارسيا على موقع قاعدة بيانات كرة القدم.إي يو (الإنجليزية)
- أليكس غارسيا على موقع ليكيب (الفرنسية)
- أليكس غارسيا على موقع Soccerbase.com (لاعب) (الإنجليزية)
- أليكس غارسيا على موقع Soccerway.com (الإنجليزية)
- أليكس غارسيا على موقع عالم كرة القدم.نت (الإنجليزية)
- أليكس غارسيا على موقع AS.com (الإسبانية)